# Aníbal Lúcio de Azevedo
Aníbal Lúcio de Azevedo (Luz (Lagos), 13 de novembro de 1876 — Massamá, Queluz, 14 de janeiro de 1952) foi um engenheiro de minas que exerceu relevantes funções, entre as quais as de deputado na Primeira República, Ministro do Comércio e Comunicações do 24.º governo republicano, em funções entre 8 de março e 26 de junho de 1920, e administrador da Casa da Moeda e Valores Selados, tendo sido afastado deste último cargo durante a Ditadura Militar, em 9 de agosto de 1926. Publicou diversas obras sobre temas económicos e políticos.

## Biografia
Nasceu em Lagos.

## Obras
Entre outras, foi autor das seguintes obras:
- O estabelecimento da indústria do ferro e do aço em Portugal : discurso proferido na sessão da Câmara dos Srs. Deputados, de 15 de Janeiro de 1917 / pelo Deputado Anibal Lúcio de Azevedo. Lisboa : Imprensa Nacional, 1917.
- Nós e a Hespanha. Figueira da Foz : imp. Lusitana, 1922.
- Em desagravo, ou a inteira verdade sobre os sessenta milhões de discos. Lisboa : Minerva Lisbonense, 1923.